# Crkva sv. Vida u Segetu Gornjem
Crkva sv. Vida s grobljem u selu Segetu Gornjem, općina Seget, zaštićeno kulturno dobro.

## Opis dobra
Crkva sv. Vida u Segetu Gornjem kraj Trogira jednobrodna je građevina od kamena s pravokutnom apsidom, neraščlanjenih zidova, drvenog krovišta s pokrovom od kamenih ploča. Apsida je zasvođena polukalotom na trompama. Crkva je romanička građevina 13. st. koja u sebi sadržava predromaničke slojeve 10. st. Portal sadrži predromanički nadvoj s tri urezana latinska križa, a nekadašnji njegov viseći luk pregrađen je u obliku izbočenog i plitkog rustično sazidanog trijema. Dvije konzole visećeg luka imaju urezane simbole križa dok se na sjevernoj nalazi i natpis IOANES. Uokolo crkvice je kasnosrednjovjekovno groblje s nadgrobnim pločama i stećcima ukrašenim reljefima i crtežima.

## Zaštita
Pod oznakom Z-4569 zavedena je kao nepokretno kulturno dobro - pojedinačno, pravna statusa zaštićena kulturnog dobra, klasificirano kao "sakralna graditeljska baština".